# Кровообмін
Кровообмін (англ. blood exchange) — схема яка допомагає людям які втратили кров